# 12339 Carloo
A 12339 Carloo (ideiglenes jelöléssel 1992 YW1) a Naprendszer kisbolygóövében található aszteroida. Eric Walter Elst fedezte fel 1992. december 18-án.